# Szexshop
A szexshop vagy szexbolt olyan üzlet, ahol felnőttek számára szexuális segédeszközöket, pornófilmeket, erotikus fehérneműket, erotikus könyveket, magazinokat és óvszereket árulnak. Terjedőben vannak az online szexüzletek is, melyekben a vásárlók kényelmesebben és nagyobb diszkréció mellett vásárolhatnak ilyen jellegű termékeket.

## Utcai szexüzletek
A legtöbb országban, köztük hazánkban is a mindenkori törvény szerinti kiskorúak nem tartózkodhatnak az üzletben. 
Rengeteg országban nem tolerálják a szexboltok jelenlétét, az iszlám államok többségében. Sok ország törvénye pedig még azt is engedélyezi, hogy az üzletekben privát kabinok, privát sztriptízek, vagy peep show-k extra szolgáltatásként működhessenek. Japánban a szexüzletekben ilyen témájú manga képregényeket és videójátékokat is lehet kapni, amelyeket Z-vel jelölnek.
Tilos ilyet iskola vagy templom közelében, forgalmas helyen üzemeltetni. Nem lehet kirakatuk, nehogy a fiatalkorúak beláthassanak a boltba.

## Az első magyar szexshop
Az első magyar szexshop még a rendszerváltás előtt 1989. november 15-én nyílt meg a Károly körút 14. szám alatt Intim Center néven, amely mind a mai napig létezik. „Budapesten megnyílt az első magyar szexshop. Intim Centernek hívják, és osztrák–magyar vállalkozásban árusítja a műizéket, a pornókazettákat, a fölfújható és engedelmes pévécélédiket.” Akkoriban a három T kategória közül annyira hirtelen került a tiltottból a tűrtbe, hogy ezért még a korabeli sajtó is így számolt be a szexuális jellegű üzlet körüli adminisztratív bizonytalanságokról: 
„Intim Center néven szexbolt nyílt a fővárosban, a Tanács körút 14. szám alatt. Videokazettáktól kezdve a műizéig mindent lehet kapni. Méghozzá legálisan! Illetve eddig ezt hihettük, hiszen a központi napilapok nagy ovációval számoltak be a bolt megnyitásáról. Most azonban, az Esti Hírlap információja szerint kiderült, hogy szó sincs engedélyekről. Az újság egyik munkatársa felhívta a Művelődési Minisztériumot, s azt az információt kapta, hogy a boltnak nincs joga olyan malacságok árusítására, amelyek a polcokon megtalálhatók. Az ügyet kivizsgálják, de a boltot egyelőre nem zárják be.”

## Online boltok
Mint a legtöbb országban, Magyarországon is egyre több az online erotikus áruház, a hagyományos üzleteknél nagyobb választékkal. A kényelmes házhoz szállítás mellett a legfőbb előnye a diszkrét vásárlás lehetősége, mely regisztráció után azonnal elérhető. A hátránya, hogy sok személyes adatot kell megadni: név, lakcím, email cím, telefonszám. A futár érkezésekor ami 3-6 órás időtartam, a címen kell tartózkodni.